# Jakob Ejersbo
Jakob Ejersbo, född 6 april 1968 i Rødovre, död 10 juli 2008 i Aalborg, var en dansk författare och journalist.
Hans roman Nordkraft filmatiserades 2005.